# Principato Elettorale di Sassonia
Il Principato Elettorale di Sassonia (in tedesco, Kurfürstentum Sachsen) era un territorio tedesco del Sacro Romano Impero.
Il territorio sorse con l'elevazione del ducato di Sassonia-Wittenberg a Principato Elettorale da parte dell'imperatore Carlo IV con la Bolla d'oro del 1356. Esso esistette da quella data fino al 1806, quando sorse il Regno di Sassonia.

## Storia

### Il principato elettorale sotto gli Ascanidi (1356–1423)
Il territorio centrale originale del Principato Elettorale di Sassonia, creato nel 1356, era situato a metà del percorso dell'Elba attorno alla città di Wittenberg. Qui gli Ascanidi avevano occupato nel 1180 un ampio possedimento dal quale nacque il ducato di Sassonia-Wittenberg.
Nella Bolla d'oro di Carlo IV gli Ascanidi, in quanto duchi di Sassonia-Wittenberg, si videro attribuire dall'imperatore la dignità di Principi Elettori.
I Principi Elettori sassoni ricoprirono quindi l'ufficio simbolico di arcicancelliere del Sacro Romano Impero.
Nel 1422 Alberto III (1380 – 1422), duca e Principe Elettore di Sassonia-Wittenberg, appartenente alla dinastia degli Ascanidi morì senza lasciare eredi.
La sua eredità politica andò, grazie al suo impegno nelle battaglie dell'Impero contro i boemi Hussiti, al margravio Federico IV di Maißen (1370 – 1428), della Casata di Wettin.

### Il Principato sotto la Casata di Wettin dal 1425
Il 1º agosto 1425 il margravio di Meißen, Federico IV di Meißen fu promosso a Budapest dall'imperatore Sigismondo Principe Elettore e gli fu assegnato il ducato di Sassonia-Wittenberg.
I membri del casato di Wettin si dimostreranno in futuro sostenitori dell'impero, dato che la loro posizione nell'impero assicurava loro rango e influenza. Così il concetto di Sassonia, quello della Sassonia superiore si estese ai già ampi possedimenti dei Wettin: la marca di Meißen, la Lusazia e la Turingia. Un tentativo da parte del duca Enrico V di Sassonia-Lauenburg di opporsi a questa evoluzione appellandosi al Concilio di Basilea non ebbe successo. Meißen con il suo Albrechtsburg, fino ad allora centro del potere dei Wettin, perse via via la sua importanza politica. Poiché anche rappresentanza e domicilio guadagnavano sempre di più importanza, i Wettin portarono la loro residenza, verso la fine del XV secolo, a Dresda.
Federico il Mansueto ottenne nel 1440, grazie ad una suddivisione successoria dei Wettin (suddivisione di Altenburg), la marca di Turingia. Tuttavia la guerra fratricida sassone, causata dalla suddivisione di Altenburg, provocò un'ulteriore riduzione della sfera d'influenza dei Wettin.
La parte orientale rimase ancora un principato e nel 1466 e fu allargata attorno al nucleo delle Vogtland, la signoria di Plauen.
La parte occidentale della Sassonia, che dal 1382 fu governata da un ramo collaterale dei Wettin, tornò dopo la morte del suo ultimo rappresentante, il duca Guglielmo III di Sassonia (1425 – 1482), alla linea principale dei Wettin sotto Ernesto di Sassonia (1441 – 1486), nelle cui mani si trovò da allora in poi un significativo, anche su scala europea, insieme di territori.

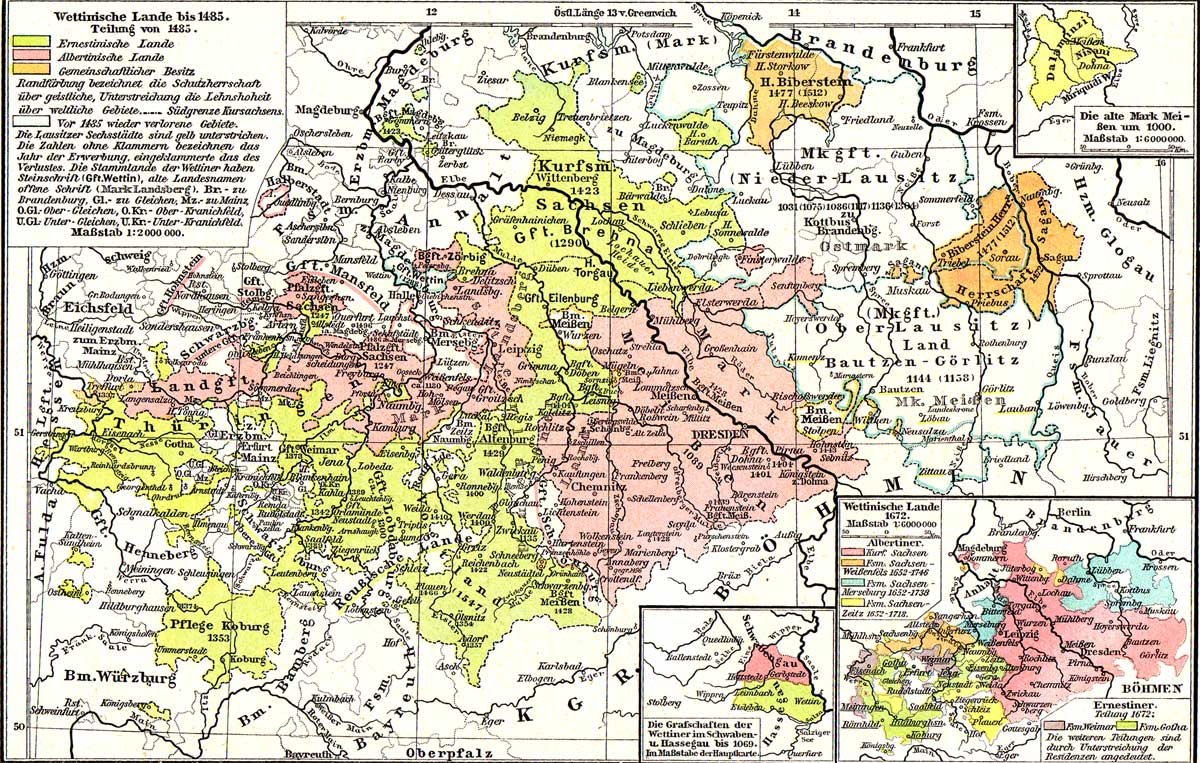
Il principato di Sassonia dopo la divisione di Lipsia del 1485,
(Le terre della linea “Ernestina” sino in giallo, quelle della linea Albertina in rosso.)
Dal 1482 al 1547 rimase la dignità principesca nella linea ernestina

Al vertice della casa dei Wettin vi furono fin dal 1464 i fratelli Principe elettore Ernesto e il duca Alberto III di Sassonia. Nel 1485 essi concordarono in Lipsia i loro possedimenti, con l'accordo dell'11 novembre.
La maggior parte dei territori fu governata divisa da quel momento. Ernesto ebbe con la sua residenza in Weimar il baricentro all'ovest, Alberto pose la sua residenza a Dresda, ponendo così il suo baricentro ad Est.
I territori alberini diventarono in gran parte i portatori della attuale tradizione sassone, gli ernestini si dedicarono largamente ramificati per lo più alla Turingia.
Così la Ripartizione di Lipsia, che originariamente non era stata prevista come ripartizione a tempo indeterminato, indebolì in grande misura la precedentemente assai forte posizione del Principato di Sassonia all'interno del Sacro Romano Impero. I buoni rapporti fra Alberto ed Ernesto, che entrambi i due Stati si preoccupavano di mantenere stretti, mutarono improvvisamente in un confronto ostile fra le due case regnanti nell'arco di un secolo.
Nel principato "ernestino" Federico III di Sassonia protesse e sovvenzionò l'Università di Wittenberg, dalla quale venne fuori la Riforma protestante. A seguito della guerra smalcaldica la linea "albertina" riuscì ad ottenere la dignità di Principi Elettori. La linea Ernestina conservò solo Weimar, Jena, Saalfeld/Saale, Weida, Gotha, Eisenach e Coburgo.
Nel 1547 giunsero Dornburg/Saale, Camburg e Roßla alle quali si aggiunsero nel 1554 ancora Sachsenburg, Altenburg, Herbsleben e Eisenberg. Il ducato Ernestino si divise successivamente, in seguito a suddivisioni di eredità, in diverse linee sassoni.

### L'"elettorato" sassone dopo la guerra dei trent'anni (1648–1733)

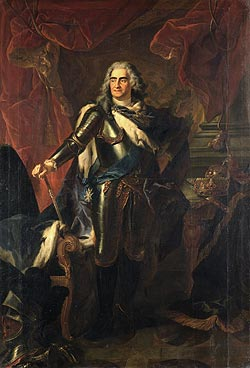
Federico Augusto I il Forte, Principe elettore di Sassonia

Dopo lo scoppio della guerra dei trent'anni nel 1648 la linea sassone albertina raggiunse il culmine della sua estensione territoriale. Tuttavia essa con la perdita del Magdeburgo patì un significativo svantaggio di fronte all'espansione del Brandeburgo-Prussia. La popolazione nel territorio si era ridotta circa alla metà. Le perdite tuttavia poterono essere in gran parte compensate da circa 150.000 profughi provenienti dalla Boemia e dalla Slesia.
Le zone sassoni del centro della Germania erano formate da fertili terre e miniere. In questa favorevole cornice Federico Augusto I, detto il Forte, assunse il rango di Principe Elettore nel 1694. Con la sua elezione a re di Polonia, avvenuta nel 1667, egli diede al principato di Sassonia un nuovo orientamento. La sua politica però fallì, poiché le conquiste territoriali cui aspirava a seguito della Grande guerra del nord (1700-1721), gli furono impedite.
Il nemico svedese aveva devastato nel frattempo persino il principato sassone e costretto Augusto a rinunciare due volte al trono polacco.

### Declino del Principato di Sassonia (1733 – 1806)
Nonostante i suoi fallimenti politici il Principe elettore sassone e re di Polonia Augusto il Forte, deceduto nel 1733, ottenne grandi risultati con la promozione della cultura e dell'arte elevate al più alto livello europeo. L'unione di Sassonia e Polonia ebbe fine con il decesso del figlio di Augusto il Forte, Augusto, nel 1763. Il principe elettore Federico Augusto III di Sassonia rinunciò nel 1791 ad una nuova offerta di salire sul trono di Polonia. La Sassonia da quel momento non fu più in grado di giocare un ruolo significativo nel conserto delle grandi potenze europee.
Nelle guerre di Slesia, combattute fra il 1740 ed il 1763, l'emergente re di Prussia riuscì a sostituire la Sassonia come potenza protestante all'interno del Sacro Romano Impero. Durante l'irruzione delle truppe prussiane nella neutrale Sassonia del 1740, non restò alle truppe sassoni altra scelta che seguire quelle prussiane. Nel corso della seconda guerra di Slesia i sassoni si schierarono con gli Asburgo, come fecero pure nella guerra dei sette anni. Le conseguenze per i sassoni furono devastanti, poiché essi dovettero, quale luogo centrale del teatro di guerra e delle manovre militari, subire perdite esorbitanti in vite umane e mezzi.
La politica estera della Sassonia perse il suo orientamento con la guerra di successione bavarese (1778 - 1779) , cambiando a zig-zag la coalizione di appartenenza, fino al suo elevamento a regno, avvenuto nel 1806. Nel 1805 il Principato di Sassonia aveva un'ampiezza di circa 39.380 chilometri quadrati.
Con lo scoppio della guerra della quarta coalizione nel 1806 il Principato di Sassonia si schierò dalla parte dei prussiani. Così i sassoni persero contro le armate napoleoniche la battaglia di Jena. L'intero principato fu occupato ed a Dresda si installarono 10.000 soldati bavaresi ed i francesi assunsero il comando della città. A Posen l'11 dicembre del 1806 fu stipulata la pace con i francesi. Il Principato divenne Regno di Sassonia, ricevette alcuni territori prussiani, dovette aderire alla Confederazione del Reno e fu costretto a fornire un contingente di truppe alle armate francesi. Il principe Federico Augusto III di Sassonia poté fregiarsi del titolo di Re Federico Augusto I di Sassonia.

## Geografia antropica

### Suddivisioni amministrative
L'elettorato era suddiviso in circoli o province e baliaggi:
- ducato di Sassonia (terra elettorale) : Wittenberg, contea di Barby (dal 1659)
- margraviato di Meißen: Meißen, Lipsia, Herzgebirge (Freiberg), Osterland, gran baliaggio di Dresda, Vogtland (Plauen), Torgau, ducato di Weissenfels (1746), ducato di Mersenburg (1738), ducato di Zeitz (1718), ducato di Naumburg
- langraviato di Turingia: Langensalza, Tennstedt, Pforta, Tautenburg, Treffurt, Eckartberg, Sangerhausen, Sachsenburg, Weissensee, Weldelstein, Sittichenbach
- margraviato di Lusazia (feudo vassallo del Regno di Boemia: lega delle sei città, suddivise in alta Lusazia(Bautzen, Goerlitz, Zittau, Kamientz) e bassa Lusazia (Luckau, Luebben, Guben).

## Economia e finanza statale
Pilastro dell'economia Sassone era l'attività mineraria, la cui importanza tuttavia calò nella seconda metà del XVI secolo.
Così vennero estratti soprattutto nei Monti Metalliferi l'argento e dal 1463 il bismuto (per i caratteri di stampa). Il secondo punto forte dell'economia sassone fu l'industria tessile.
Così si sviluppò la produzione del lino fino a diventare oggetto di forte esportazione, prima in Europa e poi anche oltremare. Successivamente si aggiunsero a queste, nel XVIII secolo, la produzione del vetro e della porcellana, prodotta dalla celebre manifattura di Meißen.
L'industria della lana, la più antica industria della Sassonia, impiegava nel 1800 circa 25.000 persone che lavoravano merci di produzione nazionale per 516.000 talleri e d'importazione per 47.000 talleri.
La manifattura della seta era relativamente poco significativa, impiegando nello stesso periodo 350 addetti. Nel principato vi erano quattro fabbriche di armi, le più significative con 300 dipendenti si trovavano a Suhl.
Le cartiere nel 1800 ammontavano a 82 con 226 addetti, che però soddisfacevano solo un terzo del fabbisogno interno. Le famose fabbriche di porcellana di Meissen nel 1800 impiegavano circa 700 persone.
Nel 1800 la Sassonia esportava merci di lana per 400.000 talleri, il lino per 3.500.000, lana grezza per 300.000, metalli e prodotti metallici (argento, zinco e lamiera) per 1.500.000 di talleri, porcellane per 163.000 talleri.
Venivano importati lana lavorata (300.000 talleri), seta, lino e canapa, zucchero, caffè, tè, tabacco (308.000 talleri), rame (200.000 talleri), sale (160.000 talleri) e prodotti di moda.
In totale (nel 1768) vennero importate merci per un valore di 5.600.000 di talleri ed esportate merci per 6.350.000, con un surplus nella bilancia commerciale di circa 750.000 talleri.
Nel 1804 lo stato incamerò 12 milioni di talleri e nello stesso tempo spese 11 milioni e mezzo di fiorini. Nonostante questo surplus il debito dello stato ammontava a 27 milioni di talleri (1798: 21.961.941 talleri, 1764: 41.028.424 talleri) anche se chiaramente gli introiti statali erano più che raddoppiati. Nell'anno i debiti dello stato furono tuttavia ridotti di circa 2 milioni di talleri.

## Religione
Ad eccezione della Oberlausitz, in Sassonia prevalse dal 1539 il luteranesimo ortodosso. Durante l'introduzione della Riforma Protestante la signoria sassone divenne fedele alla chiesa riformata sassone. Le proprietà della Chiesa cattolica furono incamerate dai principi elettori e destinate a scopi differenti. La prevalenza protestante non cambiò neppure dopo che il Principe Elettore Augusto il Forte nel 1697 si convertì al cattolicesimo per poter divenire re di Polonia.
I ceti sassoni si fecero garantire per iscritto la supremazia della confessione luterana e badarono scrupolosamente a che il principato, nonostante la signoria cattolica, non diventasse lentamente cattolico.

## Popolazione e società
| Anno     | 1755      | 1763      | 1772      | 1780      | 1795      | 1798      | 1799      | 1802      | 1805      |
| -------- | --------- | --------- | --------- | --------- | --------- | --------- | --------- | --------- | --------- |
| Abitanti | 1.686.908 | 1.635.000 | 1.632.660 | 1.843.260 | 1.925.695 | 1.962.790 | 1.980.790 | 1.997.508 | 2.010.000 |

La diminuzione della popolazione fra il 1755 ed il 1763 fu dovuta principalmente alla guerra dei sette anni, nelle cui conseguenze venne coinvolta anche la Sassonia.
Verso il 1805, su 2 milioni di residenti nel Principato di Sassonia, 1.849.400 erano di origine germanica e circa 160.000 di origine serba. Il numero di ebrei, la cui presenza era tollerata solo in alcune città, fu indicato in quell'anno in 600 (459 nel 1768).
La società nel 1805 si suddivideva nella seguente misura: circa 7.600 appartenevano al secondo stato (nobili e funzionari statali), 16.706 appartenevano al primo stato (ecclesiasti ed insegnanti), mentre i borghesi ammontavano a 592.000 persone. La gran parte però della società era costituita da contadini nel numero di 1.342.703 persone.